# 사터이현
사터이현(베트남어: Huyện Sa Thầy / 縣沙泰)은 베트남 중부 고원 지방 꼰뚬성의 현이다.

## 행정 구역
사터이현은 1시진, 9사를 관할하고 있다.

### 시진
- 사터이 시진 (Thị trấn Sa Thầy, 沙泰市鎭)

### 사
- 허모옹사 (Xã Hơ Moong, 胡蒙社)
- 모라이사 (Xã Mô Rai, 摩來社)
- 러꺼이사 (Xã Rơ Kơi, 熱給社)
- 사빈사 (Xã Sa Bình, 沙平社)
- 사응이어사 (Xã Sa Nghĩa, 沙義社)
- 사년사 (Xã Sa Nhơn, 沙仁社)
- 사선사 (Xã Sa Sơn, 沙山社)
- 야이사 (Xã Ya Ly, 亞利社)
- 야땅사 (Xã Ya Tăng, 亞增社)
- 야씨에사 (Xã Ya Xiêr, 亞謝社)